# Māris Jass
Māris Jass  (* 18. Januar 1985 in Daugavpils, Lettische SSR) ist ein lettischer Eishockeyspieler, der seit November 2014 bei Orli Znojmo in der Erste Bank Eishockey Liga unter Vertrag steht. Sein Bruder Koba ist ebenfalls professioneller Eishockeyspieler.

## Karriere
Māris Jass begann seine Eishockeykarriere in seiner lettischen Heimat bei den Stalkers/Juniors Daugavpils. Zu Beginn der Saison 2001/2002 wechselte er zu HK Dynamo Moskau, für dessen zweite Mannschaft er von 2001 bis 2003 in der drittklassigen Perwaja Liga aktiv war. Von 2003 bis 2006 spielte der Verteidiger für den lettischen Verein HK Liepājas Metalurgs. Dieser nahm parallel zum Spielbetrieb in der lettischen Eishockeyliga in der Saison 2003/2004 noch an der East European Hockey League teil. In den beiden folgenden Spielzeiten spielte der Verein zusätzlich zur lettischen Liga noch in der belarussischen Extraliga. In der Spielzeit 2005/2006 bestritt der Verteidiger außerdem noch einige Spiele für den russischen Verein HK Lada Toljatti, der in der internationalen Hockey-Liga spielte. In der folgenden Saison stellte Jass sein Können in der tschechischen Extraliga beim HC Slavia Prag unter Beweis. Die nächste Station seiner Spielerlaufbahn war in der Saison 2007/2008 der slowakische Verein HK Ardo Nitra, der in der Extraliga spielte. Die Saison 2008/2009 verbrachte der Verteidiger wieder bei den lettischen Verein HK Liepājas Metalurgs. Dort wurde er für Spiele in der belarussischen Extraliga eingesetzt. In der folgenden Spielzeit kehrte der Linksschütze wieder an seine alte Wirkungsstätte in der Slowakei zurück. Zur Saison 2010/2011 wechselte er innerhalb der slowakischen Extraliga zum HK 36 Skalica. Bereits im November 2010 erhielt Jass die Möglichkeit für Neftechimik Nischnekamsk in der KHL zu spielen. Zur Saison 2011/12 kehrte der Verteidiger wieder in die slowakische Extraliga zurück. Diesmal lief er für den HC Slovan Bratislava auf, mit dem die Saison als Meister beendete. Nach diversen Stationen in russischen und osteuropäischen Eishockeyligen erhielt Jass für die Saison 2012/13 erstmals einen Vertrag in der DEL bei den Hannover Scorpions. In der Saison 2013/14 spielte er in drei verschiedenen europäischen Ligen und kam somit nur zu verhältnismäßig wenigen Einsätzen. Dabei wurde er im Sommer 2013 zu Buran Woronesch transferiert, wo er es auf zehn offizielle Ligaeinsätze und zwei Assists brachte. Am 11. Januar 2014 wurde der Wechsel zum italienischen Klub HC Valpellice bekanntgegeben; hier kam der Lette lediglich in drei Ligaspielen zum Einsatz. Noch Ende des Monats kam es zu einem neuerlichen Wechsel von Jass, der zu Piráti Chomutov in die tschechische Extraliga wechselte. Exakt acht Monate nach seinem Wechsel nach Tschechien kam ein Wechsel ins Nachbarland, die Slowakei, zustande, wo er vom HK Nitra angeheuert wurde. Auch dieses Engagement war nicht von allzu langer Dauer; bereits Anfang November 2014 unterschrieb er Māris Jass einen Vertrag beim österreichischen Erstligisten, dem tschechischen Team Orli Znojmo, wo er einen Probevertrag bis Ende des Jahres erhielt.

## Erfolge und Auszeichnungen
- 2008 Lettischer Meister mit HK Liepājas Metalurgs
- 2012 Slowakischer Meister mit HC Slovan Bratislava

## Karrierestatistik
(Legende zur Spielerstatistik: Sp oder GP = absolvierte Spiele; T oder G = erzielte Tore; V oder A = erzielte Assists; Pkt oder Pts = erzielte Scorerpunkte; SM oder PIM = erhaltene Strafminuten; +/− = Plus/Minus-Bilanz; PP = erzielte Überzahltore; SH = erzielte Unterzahltore; GW = erzielte Siegtore; 1 Play-downs/Relegation; Kursiv: Statistik nicht vollständig)

### International
(Legende zur Spielerstatistik: Sp oder GP = absolvierte Spiele; T oder G = erzielte Tore; V oder A = erzielte Assists; Pkt oder Pts = erzielte Scorerpunkte; SM oder PIM = erhaltene Strafminuten; +/− = Plus/Minus-Bilanz; PP = erzielte Überzahltore; SH = erzielte Unterzahltore; GW = erzielte Siegtore; 1 Play-downs/Relegation; Kursiv: Statistik nicht vollständig)